# Серебрійка
Серебрі́йка, Серебрі́я — річка в Україні, у Могилів-Подільському районі Вінницької області, ліва притока Дністра (басейн Чорного моря).
Усталена і одночасно історична  назва річки - Джаглу́й (Джаглу́йка). Цю назву зустрічаємо в грамоті короля Владислава III Варненчика (1424-1444), виданій шляхтичу Ігнату Нешевичу (nobilis Ihnat Neschewicz) в 1440 році на володіння Jurkowcze, super fluvium Dziahluy (Юрківці, вверху річки Джаглуй).
Ще одна назва річки - Дзялинь, Дзялуй В запису від 1570 року зустрічаємо згадку про: "Jorkowcze pustinia... Lezi nad rzeka Dzialin in districtu Camenecensi"
Василь Шкляр в історичному романі "Маруся" наводить таке пояснення: "в селі Серебрії ... понад річкою, яка ділила село навпіл: по один бік жили волохи, а по другий — руські. Через те річка мала дві назви: для волохів вона була Джуглая, а для руських — Серебрійка."

## Опис

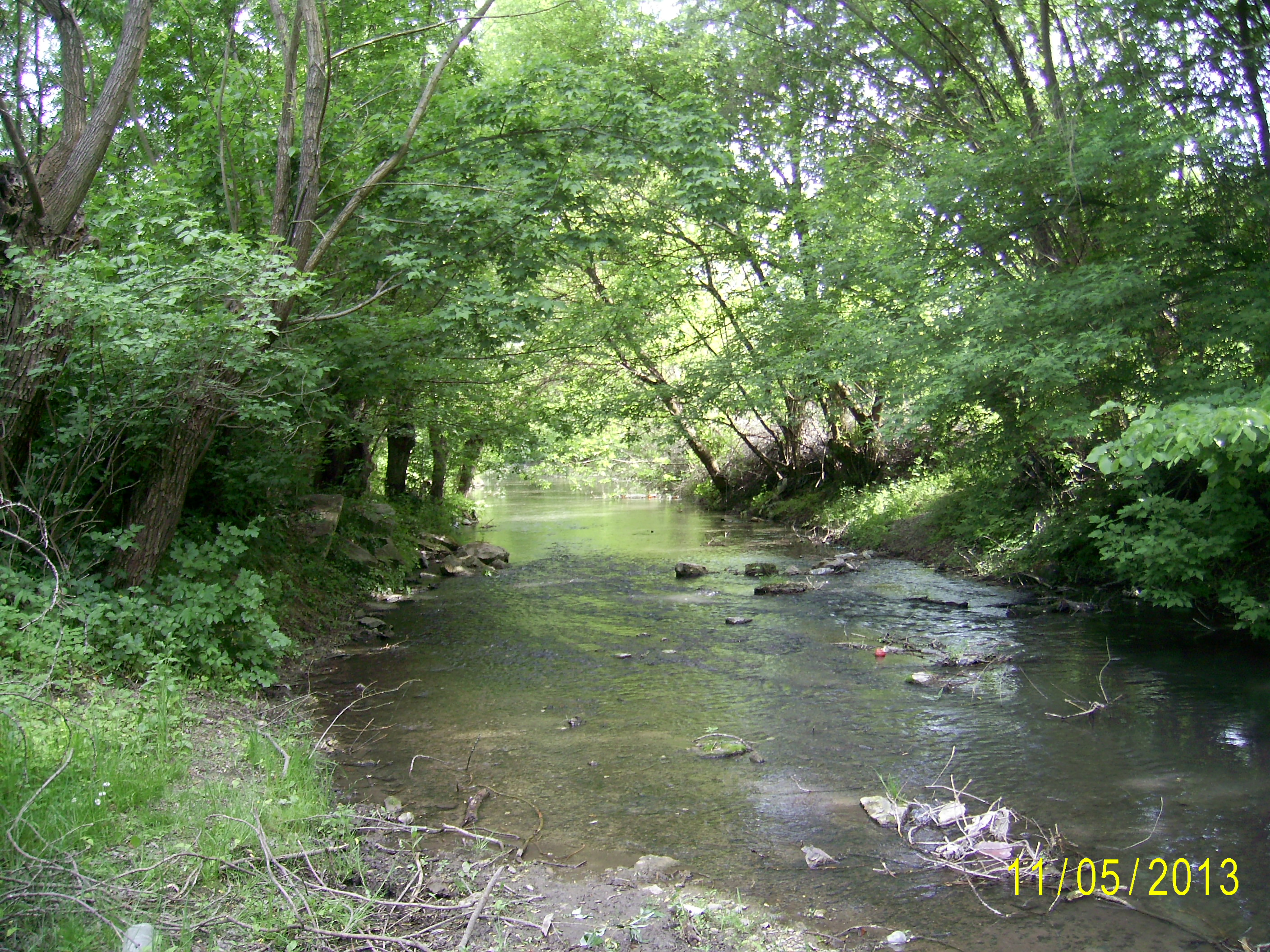
Річка Серебрія (Джаглуйка) у долині нижче автобусної зупинки "Посьолок".

Довжина 24 км, похил річки 8,0 м/км. Площа басейну 136 км². Формується з багатьох безіменних струмків та водойм. 

## Розташування
Бере початок на північному сході від села Кукавки. Тече переважно на південний схід і в селі Серебрія впадає у річку Дністер. 
Населені пункти вздовж берегової смуги: Тарасівка, Підлісне, Грабарівка, Юрківці. 
На мапі гугля з витоку до села Юрківців річка значиться як Джаглуйка.
Притоки:
- Річка без назви - права притока. Бере  початок на північно-східній околиці Кукавки. Тече переважно на південний схід і біля Грабарівки впадає у Серебрію за 14 км від її гирла. Довжина річки 6,2 км, Площа басейну - 20,7 км².
- Юрківка[6] - права притока.

## Галерея

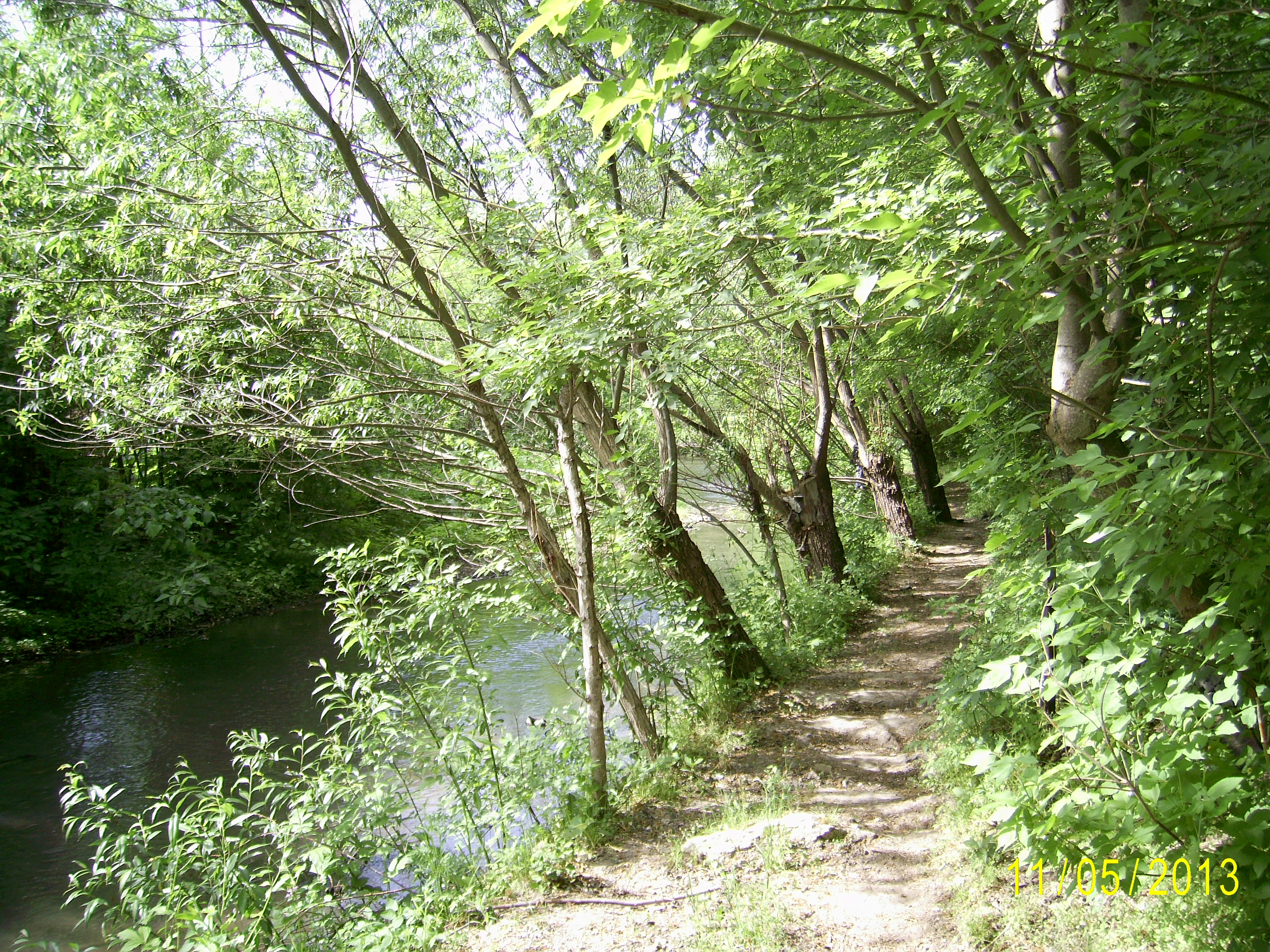
Серебрія (Джаглуйка), річка
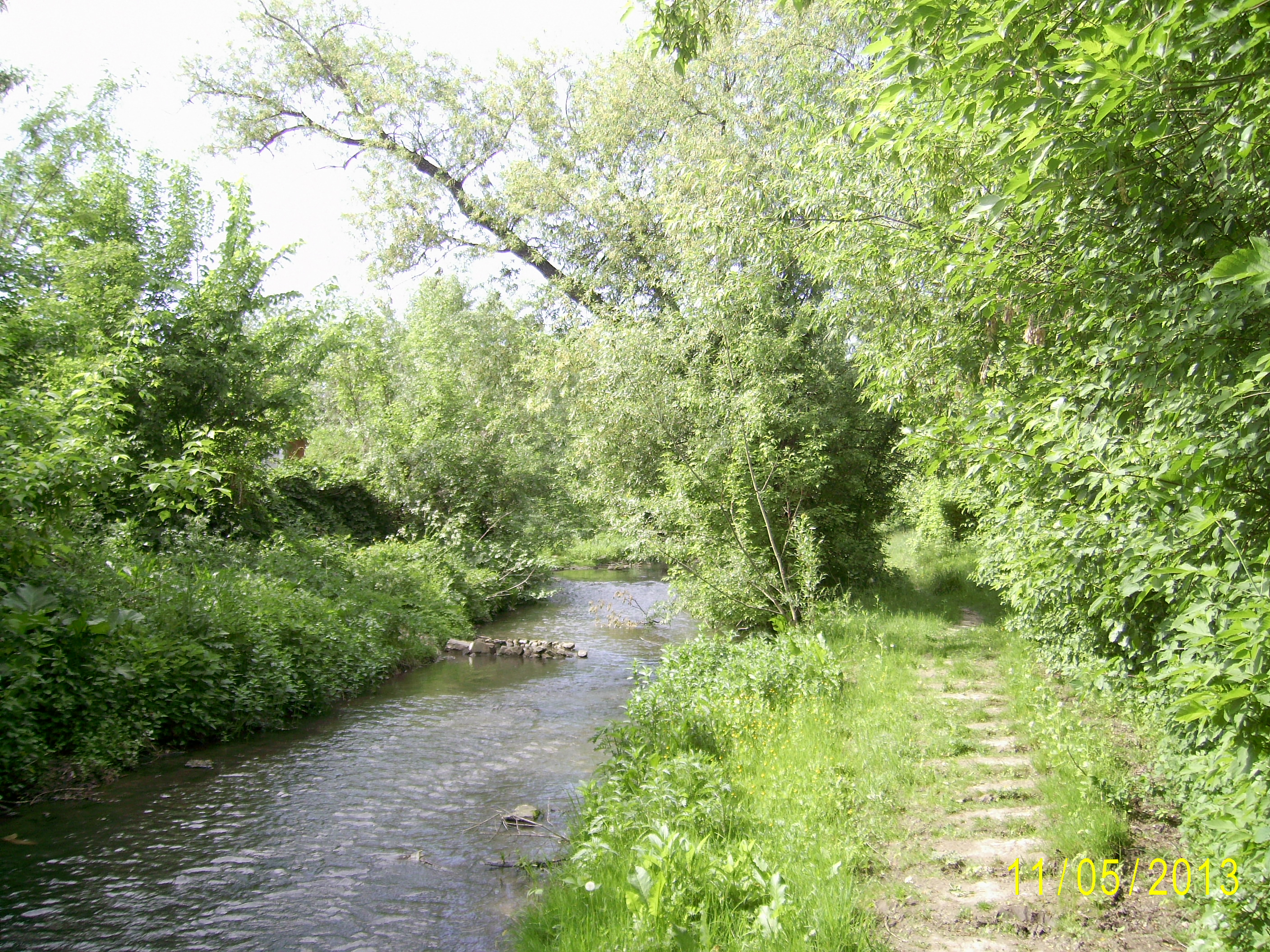
Серебрія (Джаглуйка), річка
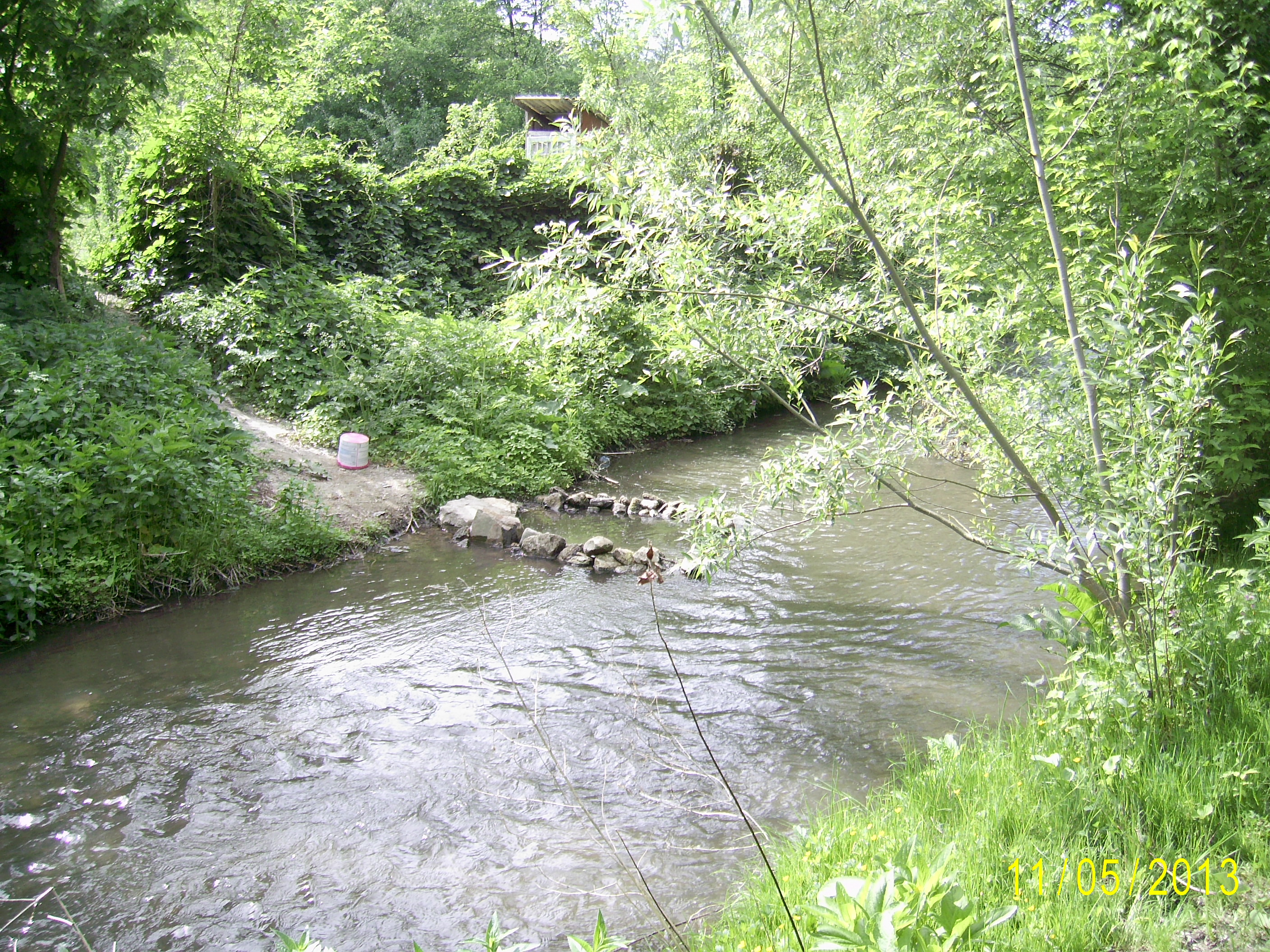
Серебрія (Джаглуйка), річка